# Choreborogas birostratus
Choreborogas birostratus är en stekelart som beskrevs av Whitfield 1990. Choreborogas birostratus ingår i släktet Choreborogas och familjen bracksteklar. Inga underarter finns listade i Catalogue of Life.